# Lettera 22 (gruppo musicale)
I Lettera 22 sono un gruppo musicale indie pop/cantautoriale italiano proveniente dalle Marche.

## Storia
I Lettera 22 nascono nel 2010 da un'idea del cantante Gianluca Pierini e della chitarrista ed autrice di testi Arianna Graciotti, a cui si unirono Francesco Fabretti (ex Lothlorien, Il cane macchina) al basso e Luca Orselli alla batteria, entrambi appena usciti dal recente progetto musicale indie rock Telemark. Nello stesso anno entrarono in contatto con l'etichetta fiorentina Forears Records di Daniele Landi, che li mise sotto contratto producendo così il loro primo album intitolato Contorno occhi e preceduto dal videoclip ufficiale del singolo Calibro 23 per la regia di Davide Marchi e Marco Modafferi. I testi dell'album erano caratterizzati da toni poetico-letterari, spesso giocati sul gusto per gli opposti e velati di una sottile malinconia. Dopo una serie di concerti e presentazioni radiofoniche tra cui il live a Radio Città Fujiko, il singolo dell'album intitolato Calibro 23 fu presentato al festival di Musicultura 2012 presso lo Sferisterio di Macerata, vincendo il concorso in una serata che fu poi trasmessa su RAI 3. Al festival seguirono vari concerti, tra cui quello di apertura a Max Gazzé.
Fu anche grazie alla vittoria del festival di Musicultura che i Lettera 22 entrarono in contatto con il cantautore Paolo Benvegnù, che curò la produzione artistica e collaborò agli arrangiamenti dell'album successivo. Nacque così Le nostre domeniche, uscito il 4 novembre 2014 per la Libellula Music, presentato in anteprima su Sentireascoltare, e seguito dal videoclip del singolo intitolato I giorni che non c’eri (regia di Davide Marchi) presentato su Rockit. Il disco mescolava le nuove sonorità indie a timbriche più tipicamente new wave e crepuscolari, mantenendo testi letterari e poetici tipici della band. Con il singolo Continentale i Lettera 22 vennero invece selezionati nuovamente come finalisti al XXVI Festival di Musicultura.
Gli anni successivi vedono però l'abbandono della band da parte di Arianna Graciotti ed il conseguente ingresso di Matteo Ortenzi. Nel 2018 i Lettera 22 sono di supporto a Cisco. Nel 2019 pubblicano per la Homeless Records il loro terzo album intitolato Radio Televisione Italiana, seguito dal videoclip del singolo Atlante e nello stesso anno entra a far parte della band il tastierista Paolo Romagnoli.

## Formazione

### Attuale
- Gianluca Pierini: voce
- Francesco Fabretti: basso
- Luca Orselli: batteria
- Matteo Ortenzi: chitarra
- Paolo Romagnoli: tastiere

### Ex membri
- Arianna Graciotti: Chitarra

## Discografia
- 2011 - Contorno occhi
- 2014 - Le nostre domeniche
- 2019 - Radio Televisione Italiana